# Selfmadegod Records
Selfmadegod Records –- polska niezależna wytwórnia płytowa założona w 2000 roku w Białej Podlaskiej. Wytwórnia specjalizuje się w wydawaniu ekstremalnych gatunków muzycznych jak grindcore, goregrind, death metal, thrash metal, punk, crust punk. Artyści związani z Selfmadegod Records to m.in. Agathocles, Hirax, Antigama, Dead Infection, Cripple Bastards, Enemy Soil, Nyia, Third Degree, Toxic Bonkers, Daymares, Incarnated, Neuropathia.

## Dyskografia
- SMG 001 Agathocles - Mince Core History 1989-1993 CD
- SMG 002 Selfhate - At The Beginning God Created Fear CD
- SMG 003 Agathocles - Mince Core History 1985-1990 CD
- SMG 004 HeWHoCorrupts / Third Degree split 7"EP
- SMG 005 Catheter - Preamble To Oblivion CD
- SMG 006 Rzeźnia - Mathematic Grind CD
- SMG 007 Neuropathia - Graveyard Cowboys CD
- SMG 008 My Minds Mine - 48 Reasons To Leave This Planet CD
- SMG 009 Unholy Grave / Third Degree split 7"EP
- SMG 010 Catheter / FUBAR split CD
- SMG 011 Antigama / Third Degree / Herman Rarebell 3-way split CD
- SMG 012 Toxic Bonkers - Seeds of Cruelty CD
- SMG 013 Shackled Down - The Crew CD
- SMG 014 Sewn Shut - Rediscovering The Dead CD
- SMG 015 Antigama - Discomfort CD
- SMG 016 Antigama - Discomfort LP
- SMG 017 Security Threat - The Truth is Out CD
- SMG 018 Third Degree - Outstay CD
- SMG 019 Catheter - Dimension 303 CD
- SMG 020 Wojczech - Sedimente CD
- SMG 021 Antigama - Zeroland CD
- SMG 022 Incarnated - Pleasure of Consumption CD
- SMG 023 Herman Rarebell - Too Late for Peace CD
- SMG 024 Agathocles - Mince Core History 1993-1996 CD
- SMG 025 XXX Maniak - Harvesting The Cunt Nectar CD
- SMG 026 Antigama - Intellect Made Us Blind CD
- SMG 027 Drugs of Faith - s/t CD
- SMG 028 Dead Infection - Brain Corrosion LP
- SMG 029 Myopia - Enter Insectmasterplan CD
- SMG 030 Blood I Bleed - High Octane Thrash CD
- SMG 031 Antigama / Drugs of Faith split CD
- SMG 032 Hirax - Assassins of War CD
- SMG 033 Daymares - Can't Get Us All CD
- SMG 034 Incarnated - Some Old Stories CD
- SMG 035 Toxic Bonkers - Seeds of Cruelty CD
- SMG 036 Thrash Metal Warriors - składanka CD
- SMG 037 Hirax - Chaos And Brutality CD
- SMG 038 Antigama / Nyia split CD
- SMG 039 Third Degree - Punk Sugar CD
- SMG 040 Retaliation - Exhuming The Past - 14 Years of Nothing CD
- SMG 041 Hirax - Chaos And Brutality 7"EP
- SMG 042 Agathocles - Mince Core History 1996-1997 CD
- SMG 043 Hirax - Thrash And Destroy DVD/CD
- SMG 044 Dead Infection - Human Slaughter... Till Remains CD
- SMG 045 Voetsek - Infernal Command CD
- SMG 046 Enemy Soil - Smashes the States Live DVD
- SMG 047 Hirax - Not Dead Yet CD
- SMG 048 Egoist - Ultra-Selfish Revolution CD
- SMG 049 Mothra - Dyes CD
- SMG 050 Cripple Bastards - Age of Vandalism 4-CD BOXSET
- SMG 051 Blood I Bleed - Gods out of Monsters CD
- SMG 052 Stormcrow / Mass Grave split CD
- SMG 053 Dead Infection - Corpses of the Universe CD